# Rabassa morta
La rabassa morta o cepa muerta era un tipo de contrato muy extendido en Cataluña, por medio del cual se le cedía a un agricultor una porción de tierra para que cultivara vides en ella mientras vivieran los dos tercios de las cepas que plantara. A cambio, debía entregar al propietario una parte de su cosecha anual. La naturaleza jurídica de este contrato es discutida: mientras que la mayoría lo consideran como un censo enfitéutico, otros piensan que es una especie de alquiler.
En el siglo XVIII se produjo un aumento demográfico y, como consecuencia de este, del valor de las tierras, al mismo tiempo que la inflación se disparaba. La facilidad para exportar sus excedentes llevó a los rabassaires a intentar por todos los medios la prolongación en el tiempo de sus contratos. Para ello emplearon la técnica de plantar sarmientos al lado de las cepas moribundas, sustituyéndolas, con lo que la vida de las viñas se alargaba indefinidamente.
Esta situación tan estable y el incremento constante de los precios de venta del vino y del aguardiente, condujo a los agricultores de las comarcas vinícolas catalanas a un período de prosperidad cuya consecuencia inmediata fue un aumento demográfico que triplicó la población. En estas comarcas el jornalero agrícola prácticamente desapareció, limitándose las grupos sociales a propietarios y rabassaires, que, al tener el dominio útil de la tierra, eran inscritos casi como propietarios en los registros de la propiedad.
A su vez, los propietarios de las tierras, que poseían el dominio directo, se consideraron perjudicados y el conflicto se resolvió a favor de ellos cuando la Audiencia de Barcelona falló en 1756 que el contrato se disolvería por la muerte de las viñas o pasados cincuenta años de su firma. Esta desnaturalización del sistema fue origen de nuevas disputas con la llegada de la filoxera (originaria de Francia) a Cataluña a finales del siglo XIX, ya que la plaga provocó la destrucción de las cepas originarias, la caída en los ingresos de los agricultores y la sustitución de aquellas por otras de origen americano cuya vida era mucho menor.
El artículo 1656 del Código Civil de 1889 consagró la duración del contrato a cincuenta años. Los agricultores se unieron en la Unió de Rabassaires. En 1934, el Parlamento de Cataluña, aprobó la Ley de Contratos de Cultivo (Llei de Contractes de Conreu), que permitía a los rabassaires, mediante el pago de una indemnización previa a los terratenientes, convertirse en propietarios de la tierra que cultivaban. Esta ley, sin embargo, fue anulada por el Tribunal de Garantías Constitucionales, un hecho que fue el detonante de la insurrección de la Generalidad de Cataluña en octubre de 1934.
El contrato de rabassa morta era un contrato específico del derecho civil catalán. El Gobierno español lo hizo extensible al resto de España con el censo a primeras cepas (artículo  1656 del Código civil).